# Fitólito
Fitólitos são estruturas rígidas e microscópicas, feitas de sílica, encontradas em alguns tecidos vegetais e que persistem após a decomposição da planta. As plantas absorvem a sílica do solo, onde posteriormente ela é depositada em diferentes estruturas intracelulares e extracelulares dos organismos. Os fitólitos apresentam-se em formas e tamanhos variados. Embora se use "fitólito" para se referir a todas as secreções minerais das plantas, este termo reporta-se mais comummente aos restos siliciosos de plantas. Por sua vez, as secreções de cálcio mineralizado em cactos são compostas por oxalato de cálcio.
A sílica é absorvida na forma de um ácido monosílico (Si(OH)4) e é transportado pelo sistema vascular da planta para as paredes celulares, o lúmen celular e os espaços intercelulares. Dependendo do táxon da planta e das condições do solo, a absorção da sílica pode variar entre 0.1% a 10% do peso seco total da planta. Quando depositada, a sílica replica a estrutura da célula vegetal, fornecendo suporte estrutural para a planta. Os fitólitos fortalecem a planta contra elementos indutores de stresse abiótico, como o escoamento de sal, a toxicidade de metais e as temperaturas extremas. Os fitólitos também podem proteger a planta contra ameaças bióticas, como insetos e doenças fúngicas.

## Etimologia
O substantivo «fitólito» provém da aglutinação dos étimos gregos clássicos φυτόν (fitóne), que significa «planta», e λίθος (litós), que significa «pedra».

## Funções
Muito se debate ainda na comunidade científica acerca do motivo que leva as plantas a produzir fitólitos e se a sílica deveria ser considerada um nutriente essencial para os vegetais. Houve estudos que cultivaram plantas em ambientes sem sílica que descobriram que as plantas com falta de sílica não crescem bem. Por exemplo, os caules de certas plantas entram em colapso quando cultivados em solo sem sílica. Em muitos casos, os fitólitos parecem emprestar estrutura e suporte para a planta, como acontece com as espículas em esponjas e corais.
Os fitólitos também podem fornecer proteção às plantas. Essas estruturas de sílica rígidas ajudam a dificultar o consumo e a digestão das plantas, conferindo aos tecidos vegetais uma textura granulada ou espinhosa. Os fitólitos também parecem fornecer benefícios fisiológicos. Estudos experimentais demonstraram que o dióxido de silício em fitólitos pode ajudar a aliviar os efeitos prejudiciais de metais pesados tóxicos, como alumínio. O oxalato de cálcio também atua como reserva de dióxido de carbono. Os cactos usam fitólitos como reserva para fotossíntese durante o dia, quando fecham os estômatos para evitar a perda de água; os baobás também usam essa propriedade para tornar os troncos mais resistentes ao fogo.

## Histórico de pesquisa
Existem quatro estágios importantes na pesquisa científica de fitólitos, segundo Dolores Piperno:
1. Descoberta e uso exploratório (1835–1895): o primeiro relatório sobre fitólitos foi publicado por um botânico alemão chamado Gustav Adolph Struve, em 1835. Nessa época outro cientista alemão chamado Christian Gottfried Ehrenberg foi um dos líderes no campo da análise de fitólitos. Ele desenvolveu o primeiro sistema de classificação de fitólitos e analisou amostras de solo que lhe foram enviadas de todo o mundo. Mais notavelmente, Ehrenberg registrou fitólitos em amostras que recebeu do famoso naturalista, Charles Darwin, que coletou a poeira das velas de seu navio, o HMS Beagle, na costa de Cabo Verde.[3]
2. Pesquisa botânica (1895–1936): as estruturas de fitólitos nas plantas ganharam amplo reconhecimento e atenção em toda a Europa nesta época. As pesquisas sobre produção, taxonomia e morfologia cresceram vertiginosamente. Notas detalhadas e desenhos sobre famílias de plantas que produzem estruturas de sílica e morfologia dentro das famílias foram publicados.[3]
3. Pesquisa ecológica (1955–1975): Primeiras aplicações da análise de fitólitos ao trabalho paleoecológico, principalmente na Austrália, Estados Unidos, Reino Unido e Rússia. Os sistemas de classificação para diferenciação dentro das famílias de plantas tornaram-se populares.[3]
4. Período moderno de pesquisa arqueológica e paleoambiental (1978-atual): arqueobotânicos que trabalham nas Américas primeiro consideram e analisam as assembleias de fitólitos a fim de rastrear o uso e a domesticação de plantas pré-históricas. Também pela primeira vez os dados de fitólitos de cerâmica são usados para rastrear a história da aquisição de argila e da fabricação de cerâmica. Na mesma época, dados de fitólitos também são usados como meio de reconstrução da vegetação entre os paleoecologistas. Uma coleção de referência muito maior sobre a morfologia do fitólito em várias famílias de plantas é reunida.[3]

## Desenvolvimento nas plantas

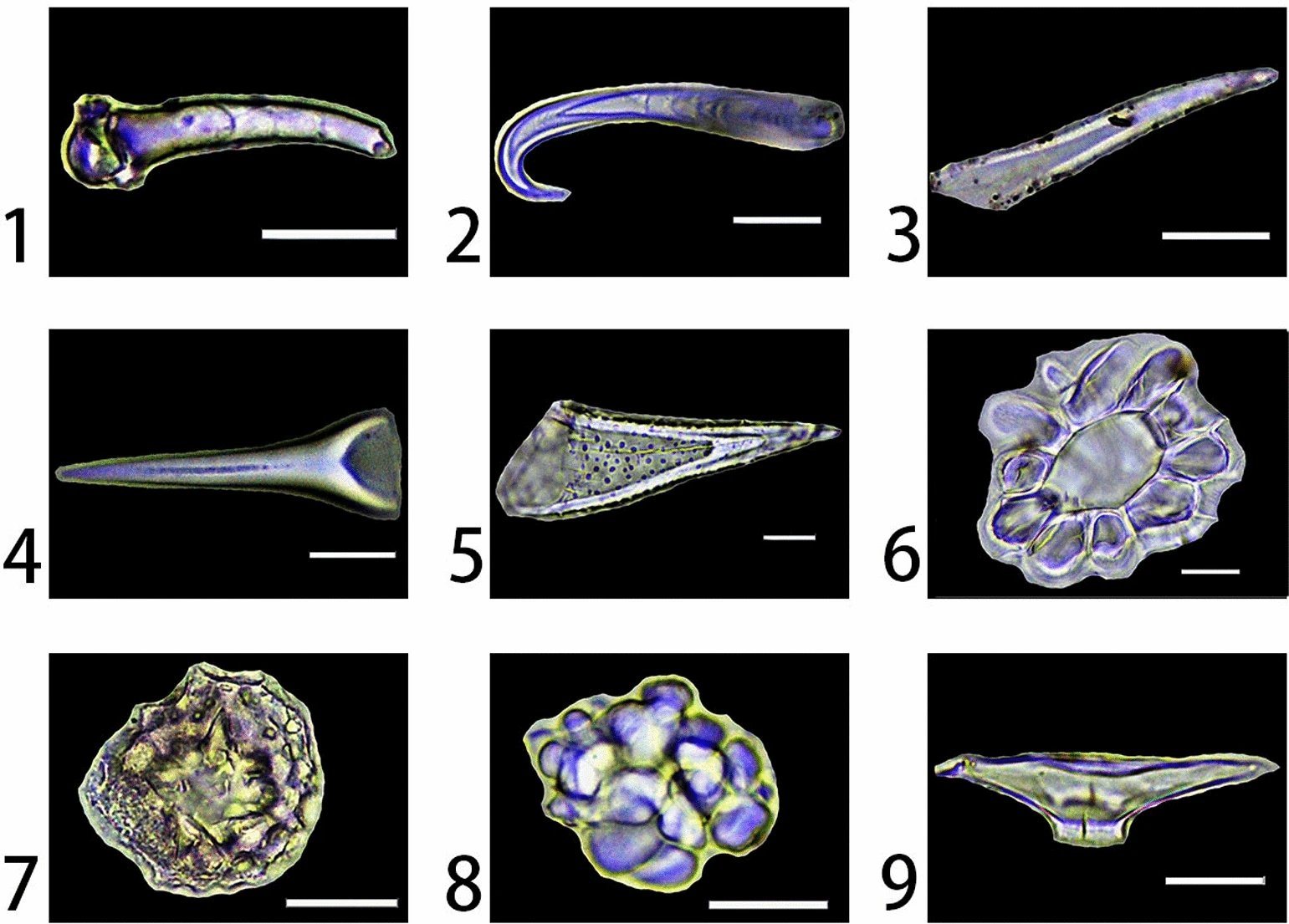
Tipos de fitólitos encontrados em árvores com folhas latifoliadas na China
Escala 20 μm

A sílica solúvel, também chamada de ácido monossilícico com uma fórmula química de (Si(OH)4), é retirada do solo quando as raízes das plantas absorvem a água subterrânea. De lá, ela é transportada para outros órgãos da planta pelo xilema. Por um mecanismo desconhecido, que parece estar ligado à genética e ao metabolismo, parte da sílica é depositada na planta como dióxido de silício. Este mecanismo biológico não parece estar limitado a estruturas vegetais específicas, já que algumas plantas foram encontradas com sílica em seus órgãos reprodutivos e subterrâneos.

## Características físico-químicas
Os fitólitos são compostos principalmente de dióxido de silício não cristalino e cerca de 4% a 9% de sua massa é água. Carbono, nitrogênio e outros elementos nutritivos importantes compreendem menos de 5%, e geralmente menos de 1%, do material fitólito em massa. Esses elementos estão presentes nas células vivas em que se formam as concreções de sílica, portanto, os traços são retidos nos fitólitos. Esses elementos imobilizados, em particular o carbono, são valiosos porque permitem datação radiométrica na reconstrução de padrões de vegetação anteriores.[carece de fontes?]
A sílica nos fitólitos têm um índice de refração que varia de 1,41 a 1,47, e densidade relativa de 1,5 a 2,3. Fitólitos podem ser incolores, castanhos claros ou opacos; a maioria é transparente. Os fitólitos existem em várias formas tridimensionais, algumas das quais são específicas por famílias, gêneros ou espécies de plantas.[carece de fontes?]

### Fitólitos de célula única e conjugados
Os fitólitos podem se formar dentro de uma única célula ou em múltiplas células dentro de uma planta para formar fitólitos "conjugados" ou multicelulares, que são réplicas tridimensionais de seções de tecido vegetal. Os fitólitos conjugados ocorrem quando as condições são particularmente favoráveis para a formação de fitólitos, como em um substrato rico em sílica com alta disponibilidade de água.

### Estresse patogênico na formação de fitólitos
A sílica não é considerada um nutriente essencial para as plantas como é o fósforo ou o nitrogênio. Entretanto, fitólitos feitos de sílica podem ajudar a planta a ser mais resiliente a componentes abióticos e bióticos estressantes. No caso de infecções por fungos, foi demonstrado que a deposição de sílica cria uma barreira física entre os fungos invasores e a planta. Alguns fatores, entretanto, podem ter efeitos muito prejudiciais para a planta e limitar ou alterar a produção de fitólitos.
Em 2009, pesquisadores da Rock Springs Agricultural Experiment Station da Universidade Estadual da Pensilvânia pesquisaram os efeitos de vírus patogênicos na produção de fitólitos na Cucurbita pepo  var. Texana, família das abóboras. As plantas que foram afetadas por vírus do mosaico (transmitido por pulgões) ou pela murchadeira (transmitida por besouros do pepino) foram infectadas por conta própria para replicar as condições naturais e todas as plantas foram agrupadas em três categorias: plantas saudáveis pulverizadas para prevenir herbivoria, plantas infectadas com a doença do mosaico e plantas infectadas com doença da murchadeira.
A análise após a colheita rendeu 1072 fitólitos de quarenta e cinco plantas. As plantas afetadas pela doença do mosaico experimentaram uma diminuição no tamanho do fitólito. Isso ocorre porque o vírus restringe o crescimento geral da planta e, portanto, o crescimento do fitólito. Em contraste, as plantas afetadas com a murchadeira resultaram em fitólitos muito maiores, mas com formato anormal. Isso pode ser devido às bactérias que causam a constrição das células hipodérmicas, causando um influxo de depósitos de sílica.

### Padrões de produção de fitólitos
Como a identificação de fitólitos é baseada em sua morfologia, é importante observar as diferenças taxonômicas na produção de fitólitos.
Família com alta produção de fitólitos; família ou gênero específico onde a morfologia fitolítica é comum: 
- Acanthaceae, Aceraceae, Annonaceae, Arecaceae, Asteraceae, Boraginaceae, Bromeliaceae, Burseraceae, Chrysobalanaceae, Commelinaceae, Costaceae, Cucurbitaceae, Cyatheaceae, Cyperaceae, Dilleniaceae, Equisetaceae, Heliconiaceae, Hymenophyllaceae, Magnoliaceae, Marantaceae, Moraceae, Musaceae, Orchidaceae, Poaceae, Podostemaceae, Selaginellaceae, Ulmaceae, Urticaceae, Zingiberaceae.

Famílias onde a produção de fitólitos não é alta; família ou gênero específico onde a morfologia fitolítica é comum:
- Capparaceae, Cupressaceae, Dipterocarpaceae, Euphorbiaceae, Fagaceae, Flacourtiaceae, Flagellariaceae, Joinvilleaceae, Pinaceae, Polypodiaceae, Restionaceae, Taxaceae, Taxodiaceae.

Famílias onde a produção de fitólitos é comum; família ou gênero específico onde a morfologia fitolítica é incomum:
- Aristolochiaceae, Chloranthaceae, Combretaceae, Hernandiaceae, Loranthaceae, Menispermaceae, Piperaceae, Sapotaceae, Verbenaceae.

Famílias onde a produção de fitólitos é variável; família ou gênero específico onde a morfologia fitolítica é incomum:
- Clusiaceae, Fabaceae, Malvaceae, Sterculiaceae.

Famílias onde a produção de fitólitos é rara ou não observada: 
- Agavaceae, Alismataceae, Amaranthaceae, Amaryllidaceae, Apiaceae, Apocynaceae, Araceae, Araliaceae, Araucariaceae, Asclepiadaceae, Bignoniaceae, Bixaceae, Bombacaceae, Burmanniaceae, Cactaceae, Campanulaceae, Caricaceae, Cartonemataceae, Chenopodiaceae, Convolvulaceae, Cycadaceae, Cyclanthaceae, Dioscoreaceae, Ericaceae, Eriocaulaceae, Gnetaceae, Guttiferae, Hydrocharitaceae, Iridaceae, Juglandaceae, Juncaceae, Labiatae, Lacistemnaceae, Lauraceae, Lecythidaceae, Lentibulariaceae, Liliaceae, Loganiaceae, Malpighiaceae, Mayacaceae, Melastomataceae, Meliaceae, Myristicaceae, Myrtaceae, Myrsinaceae, Nymphaeaceae, Olacaceae, Oxalidaceae, Pedaliaceae, Podocarpaceae, Polygonaceae, Pontederiaceae, Potamogetonaceae, Primulaceae, Proteaceae, Ranunculaceae, Rhamnaceae, Rosaceae, Rubiaceae, Rutaceae, Salicaceae, Sapindaceae, Saxifragaceae, Smilacaceae, Solanaceae, Theaceae, Tiliaceae, Trioridaceae, Typhaceae, Vitaceae, Violaceae, Winteraceae, Xyridaceae, Zygophyllaceae.

## Arqueologia
Os fitólitos são muito robustos e úteis em arqueologia porque podem ajudar a reconstruir as plantas presentes em um local quando o resto das partes da planta foram queimadas ou decompostas. Por serem feitos de substâncias inorgânicas como a sílica ou o oxalato de cálcio, os fitólitos não se decompõem com o resto da planta e podem sobreviver em condições que destruiriam os resíduos orgânicos. Os fitólitos podem fornecer evidências de plantas economicamente importantes e aquelas que são indicativas do ambiente em um determinado período de tempo.
Os fitólitos podem ser extraídos de resíduos em muitas fontes: cálculo dentário (acúmulo nos dentes); ferramentas de preparação de alimentos como pedras, moedores e raspadores; recipientes para cozinhar ou armazenar; oferendas rituais; e áreas ajardinadas.

### Estratégias de amostragem
1. Contextos culturais: a consideração mais importante ao criar uma estratégia de amostragem para um contexto cultural é ajustar o desenho da amostragem aos objetivos da pesquisa. Por exemplo, se o objetivo do estudo é identificar áreas de atividade, pode ser ideal para amostrar usando um sistema de grade. Se o objetivo é identificar alimentos, pode ser mais benéfico focar em áreas onde o processamento e consumo de alimentos ocorreram. É sempre benéfico amostrar de forma onipresente em todo o site, porque sempre é possível selecionar uma parte menor das amostras para análise de uma coleção maior. As amostras devem ser coletadas e rotuladas em sacos plásticos individuais. Não é necessário congelar as amostras, nem tratá-las de maneira especial, pois a sílica não sofre decomposição por microrganismos.[13]
2. Contextos naturais: a amostragem de um contexto natural, normalmente para fins de reconstrução ambiental, deve ser feita em um contexto livre de perturbações. A atividade humana pode alterar a composição de amostras da vegetação local, portanto, locais com evidências de ocupação humana devem ser evitados. Os depósitos de fundo de lagos são geralmente um bom local para amostras de fitólitos, porque o vento geralmente carrega os fitólitos da camada superior do solo e os deposita na água, onde irão afundar, muito semelhantes ao pólen. Também é possível, e desejável, obter amostras verticais de dados de fitólitos, pois pode ser um bom indicador da mudança de frequências de taxa ao longo do tempo.[13]
3. Superfícies modernas: a amostragem de superfícies modernas para uso com dados arqueobotânicos pode ser usada para criar uma coleção de referência, se os táxons sendo amostrados forem conhecidos. Também pode servir para "detectar o movimento descendente de fitólitos em estratos arqueológicos". Colher amostras pontuais para contextos modernos é ideal.[13]

### Análise em laboratório

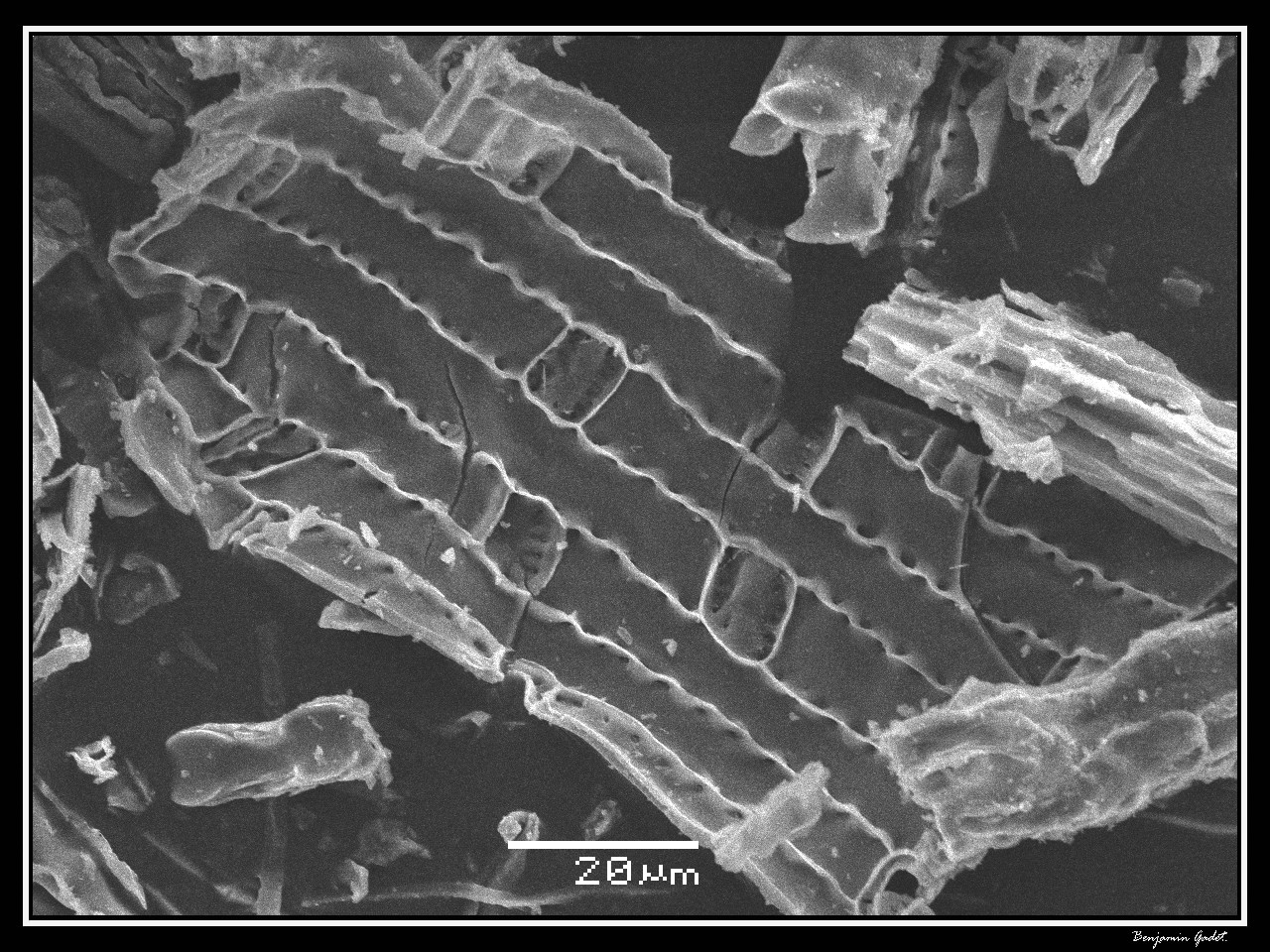
Fitólito de uma Grama de elefante processada após incineração a seco

A primeira etapa na extração de fitólitos da matriz do solo envolve a remoção de todo o material que não seja solo ou sedimento. Isso pode incluir ferramentas de pedra ou osso, dentes ou outros vários artefatos pré-históricos. A argila tem uma grande capacidade de reter fitólitos e também deve ser removida por meio de uma técnica de centrifugação. Uma vez que a amostra é deixada apenas com os componentes do solo e sedimentos, os fitólitos podem ser separados por meio de uma variedade de técnicas. A extração pressurizada por microondas é um método rápido, mas não produz resultados tão puros quanto outros métodos. A incineração a seco tende a quebrar os fitólitos melhor do que a incineração úmida. O etanol também pode ser adicionado à amostra e incendiado, deixando apenas os fitólitos.
Um dos métodos mais eficazes para isolar fitólitos é a flotação com líquido pesado. Com o tempo, diferentes líquidos foram utilizados, cada um ainda trazendo diferentes vantagens e desvantagens para o processo de separação. Os líquidos atuais usados incluem brometo de zinco, ácido clorídrico ou politungstato de sódio que são adicionados à amostra. Após ocorrer a flutuação, os fitólitos separados e o líquido são movidos para outro recipiente onde é adicionada água. Isso diminui a densidade da solução, fazendo com que os fitólitos afundem no recipiente. Os fitólitos são removidos e enxaguados várias vezes para garantir que todo o solvente de flotação foi removido e eles são armazenados. Os fitólitos podem ser armazenados em local seco ou em etanol para evitar abrasão.
Ao examinar a amostra, podem ser usados microscopia de luz polarizada, microscopia de luz simples, microscopia de contraste de fase ou microscopia eletrônica de varredura. A amostra deve ser colocada em um meio de montagem na lâmina que pode ser Bálsamo do Canadá, benzoato de benzila, óleo de silicone, glicerina ou água. A contagem de fitólitos depende dos objetivos, projeto de pesquisa e condições do sítio de onde foram obtidos. No entanto, uma contagem de duzentos fitólitos é recomendada como um bom ponto de partida. Se as condições o justificarem, mais deve ser contado. Ainda não é possível isolar o DNA da planta de fitólitos extraídos.

### Fitólitos incinerados
Ao observar um fitólito através de um microscópio, ele geralmente aparecerá claro contra a luz. No entanto, os fitólitos de cor escura são encontrados no registro arqueológico; esses fitólitos exibem evidências de exposição ao fogo. A gradação da cor pode ser usada para calcular incêndios ambientais anteriores. Fitólitos mais escuros estão correlacionados com maior resíduo de carbono e incêndios com temperaturas mais altas que podem ser medidos no Índice de Fitólito Queimado (Burnt Phytolith Index ou BPI). Os fitólitos queimados também podem aparecer derretidos e escurecidos.
Os incêndios que causam a queima de fitólitos podem ser provocados por fontes antropogênicas ou naturais e podem ser determinados através da análise de carvão vegetal e fitólitos queimados. Acredita-se que durante os tempos pré-históricos, um aumento no uso intensivo da terra, como por meio da agricultura, causou um aumento nos incêndios antrópicos, enquanto os incêndios não antrópicos poderiam ter resultado de quedas de raios. A intensidade do fogo depende da biomassa disponível, que geralmente atinge o pico nas estações secas.

### Contribuição para o conhecimento arqueobotânico
- A análise de fitólitos é particularmente útil em regiões tropicais, onde outros tipos de restos de plantas normalmente não são bem preservados.[14]
- A análise de fitólitos foi usada para reconstituir a domesticação e a linhagem ancestral de várias plantas. Por exemplo, pesquisas que rastreiam linhagens modernas de milho na América do Sul e no sudoeste dos Estados Unidos, usando restos de fitólitos em cerâmica e olaria, provaram ser esclarecedoras. Dados genéticos recentes sugerem que o ancestral mais antigo de Zea é o teosinto, uma erva selvagem encontrada no sudoeste do México. A linhagem de Zea se separou desta grama cerca entre 6 mil e 7 mil anos atrás. Análises de fitólitos da Bolívia sugerem que diversas variedades de milho estavam presentes na região do Lago Titicaca quase 1000 anos antes da expansão de Tiwanaku, quando se pensava que ele teria sido introduzido na região. Este não é um caso isolado. Por volta da mesma época, certas variedades de milho podiam ser encontradas com onipresença em parte da América do Sul, sugerindo que existia uma rota comercial estabelecida e altamente frequentada. Dados de fitólitos do sudeste dos Estados Unidos sugerem que duas linhagens diferentes de milho foram introduzidas de duas fontes diferentes. Uma pesquisa que espera descobrir informações mais específicas sobre a disseminação do milho no sudeste dos Estados Unidos está em andamento.[15]
- Até o momento, as análises de fitólitos também têm sido muito úteis para estudos de arroz. Uma vez que a morfologia dos fitólitos do arroz foi significativamente documentada, os estudos relativos à domesticação do arroz, bem como os modelos de processamento da cultura usando análises de fitólitos, são importantes. Em um estudo, a análise de fitólitos foi usada para complementar a amostragem de macro-restos, a fim de inferir as concentrações de partes da planta e prever os estágios de processamento da cultura.[16]
- A análise de fitólitos tem sido útil na identificação da agricultura inicial no Sudeste Asiático durante o Holoceno Inferior.[17][18]

### Traçando a história das interações humans com as plantas
- Os fitólitos em forma de quebra-cabeça observados em locais na Grécia, mas não em Israel, podem estar relacionados a diferenças climáticas, possivelmente relacionadas à irrigação realizada para o manejo de leguminosas.[19]
- Dados de fitólitos das Cucurbita (abóboras e cabaças) de sítios do Holoceno no [[Equador[[ indicam que a produção de alimentos vegetais ocorreu nas terras baixas da América do Sul, independentemente da Mesoamérica.[20]

### Problemas com a análise de fitólitos de resquícios
1. Multiplicidade: diferentes partes de uma única planta podem produzir diferentes fitólitos.[19]
2. Redundância: diferentes plantas podem produzir o mesmo tipo de fitólito.[21]
3. Algumas plantas produzem grande número de fitólitos, enquanto outras produzem bem poucos.[19]

Questões de resolução taxonômica decorrentes dos problemas de multiplicidade e redundância podem ser tratadas integrando a análise de fitólitos com outras áreas, como micromorfologia e abordagens morfométricas utilizadas na análise de solo.
Sugere-se que o uso de dados de fitólitos de resíduos de alimentos (em cerâmica, geralmente) pode diminuir o viés de ambos os problemas, porque a análise de fitólitos tem maior probabilidade de representar produtos agrícolas e a identificação de fitólitos pode ser feita com maior fidelidade. Além disso, os resíduos alimentares geralmente não acumulam depósitos estranhos. Em outras palavras, é mais provável que as amostras representem um contexto primário.

## Paleontologia e reconstruções paleoambientais
Fitólitos surgem com frequência no registro fóssil. A robustez dos fitólitos os torna disponíveis em vários vestígios, incluindo depósitos sedimentares, coprólitos e cálculos dentais de diversas condições ambientais.
Além de reconstruir as interações planta-homem desde o Pleistoceno, os fitólitos podem ser usados para identificar paleoambientes e rastrear mudanças na vegetação. Mais e mais estudos estão reconhecendo os registros de fitólitos como uma valiosa ferramenta para reconstruir mudanças na vegetação pré-quaternária.
Ocasionalmente, os paleontólogos encontram e identificam fitólitos associados a animais herbívoros extintos. Tais descobertas revelam informações úteis sobre a dieta desses animais extintos e também lançam luz sobre a história evolutiva de muitos tipos diferentes de plantas. Paleontólogos na Índia identificaram recentemente fitólitos de gramíneas em esterco de dinossauro (coprólitos), sugerindo fortemente que a evolução das gramíneas começou antes do que se pensava.
Registros de fitólitos no contexto do ciclo global de sílica, junto com concentrações de CO2 e outros registros paleoclimatológicos, podem ajudar a restringir estimativas de certos ciclos terrestres de longo prazo, biogeoquímicos e mudanças climáticas inter-relacionadas.
A intensidade da luz (por exemplo, dosséis aberto versus fechados) pode afetar a morfologia da célula, especialmente o comprimento e a área da célula, que podem ser medidos a partir de fósseis de fitólitos. Eles podem ser úteis para rastrear flutuações no antigo regime de luz e cobertura do dossel.  
Oásis de água doce e mudanças na paisagem relacionadas que poderiam ter afetado as interações entre humanos e plantas foram reconstruídos por meio da síntese de fitólitos, pólen e dados paleoambientais no conhecido local dos primeiros hominídeos da Garganta de Olduvai, na Tanzânia.
Comparações entre paleoregistros de vestígios de fitólitos e vestígios de referência modernos na mesma região podem ajudar a reconstruir como a composição das plantas e ambientes relacionados mudaram ao longo do tempo.
Embora mais pesquisas sejam necessárias, a evolução e o desenvolvimento de fitólitos em plantas vasculares parecem estar relacionados a certos tipos de interações planta-animal nas quais os fitólitos funcionam como um mecanismo de defesa para herbívoros ou relacionados a mudanças adaptativas em habitats.
No Brasil, pesquisadores descobriram que as plantas da caatinga produzem uma grande quantidade e variedade de fitólitos, predominando os traqueídeos, poliédricos, globular granulados e tricomas, bem preservados. Os fitólitos se mostraram ferramentas promissoras para o melhor
conhecimento da vegetação da região, bem como para estudos paleoambientais no bioma.

## Sequestro de carbono
Pesquisas recentes, especialmente desde 2005, mostraram que o carbono nos fitólitos pode ser resistente à decomposição por milênios e pode se acumular no solo. Embora os pesquisadores já soubessem que os fitólitos podiam persistir em alguns solos por milhares de anos e que havia carbono ocluído nos fitólitos que poderiam ser usados para datação por radiocarbono, a pesquisa sobre a capacidade dos fitólitos como método de armazenamento de carbono nos solos foi iniciada por Parr e Sullivan sugeriu que havia uma oportunidade real de sequestrar carbono com segurança em solos a longo prazo, na forma de inclusões de carbono em fitólitos de sílica duráveis.
Durante o processo de mineralização que cria o fitólito, muitos nutrientes diferentes são absorvidos do solo, incluindo carbono, que forma o Carbono Ocluído de Fitólito (Phytolith Occluded Carbon ou PhytOC). Os fitólitos são capazes de reter PhytOC no solo por milhares de anos, muito mais tempo do que outros métodos orgânicos. Embora isso produza fitólitos como uma importante área de estudo em relação ao sequestro de carbono, nem todas as espécies de plantas produzem resultados análogos. Por exemplo, os fitólitos derivados da aveia podem conter 5,0% a 5,8% de carbono, enquanto os fitólitos da cana-de-açúcar podem produzir 3,88% a 19,26% de carbono. Diferentes espécies e subespécies possuem diferentes potenciais de armazenamento de carbono dentro da sílica, em vez de dentro da própria planta.
Portanto, o sequestro total de PhytOC depende muito das condições do bioma, como pastagens, florestas ou áreas agrícolas, e é influenciado pelas condições do clima e do solo. A manutenção adequada desses ecossistemas pode aumentar a produção de biomassa e, portanto, mais sílica e absorção de carbono. Os métodos de conservação adequados podem incluir pastagem controlada ou incêndios.
Embora o sequestro de carbono seja uma forma potencialmente importante de limitar as concentrações atmosféricas de gases de efeito estufa a longo prazo, o uso de fitólitos para conseguir isso deve ser equilibrado com outros usos que possam ser feitos do mesmo carbono de biomassa (ou terra para a produção de biomassa) para reduzir emissões de gases de efeito estufa por outros meios, incluindo, por exemplo, a produção de bioenergia para compensar as emissões de combustíveis fósseis. Se a produção aprimorada de fitólitos resultar em uma disponibilidade reduzida de biomassa para outras estratégias de mitigação de gases de efeito estufa, sua eficácia na redução das emissões líquidas pode ser reduzida ou negada.